# 小孙各庄
小孙各庄是位于中国天津蓟县西7公里处邦喜公路旁的一个村庄，主要居住区处于邦喜公路北侧，主要耕地处于邦喜公路南侧与大秦铁路之间。
2009年1月，居住居民有300户左右。据记载村庄始建于明朝，因孙姓居多又区别于大孙各庄而命名为小孙各庄。现在村庄主要以吴姓居多，次之的主要有张，秦，刘，李，赵等等。